# Phreatia elongata
Phreatia elongata är en orkidéart som beskrevs av Rudolf Schlechter. Phreatia elongata ingår i släktet Phreatia och familjen orkidéer. Inga underarter finns listade i Catalogue of Life.